# Джон Бенсунд
Джон Бенсунд (англ. John Bangsund; 21 квітня 1939 — 22 серпня 2020) — австралійський шанувальник наукової фантастики у 1960-х, 1970-х та 1980-х роках.

## Особисте життя
Бенсунд був одружений із Саллі Йоланд, яка на своїй сторінці у Facebook повідомила, що 22 серпня 2020 року він помер від COVID-19 під час пандемії COVID-19 в Австралії.

## Нагороди
- 1967: Премія Г'юґо за найкращий фензін — номінація[4]
- 1968: Премія Г'юґо за найкращий фензін — номінація[5]
- 1969: Премія Дітмара за найкращу австралійську аматорську науково-фантастичну публікацію — перемога[6]
- 1972: Премія Дітмара за найкращий австралійський фензін — номінація[7]
- 1975: Премія Г'юґо найкращому письменнику-аматору — номінація[8]
- 1979: Премія Дітмара найкращому письменнику-аматору — номінація[9]
- 1979: Премія Дітмара, Премія імені Вільяма Етелінґа Молодшого — номінація[9]
- 2001: Премія імені Бертрама Чендлера — перемога[10]
- 2016: Премія FAAN за прижиттєві досягнення — перемога

### Редакція
- «Джон В. Кемпбелл: Австралійська пошана» (англ. «John W. Campbell: An Australian tribute»)[11]

### Фензіни
- «Огляди на австралійську наукову фантастику»[12] (англ. «Australian SF Review») (1966–1969)
- «Скитроп» (англ. «Scythrop») (1969–1972)
- «Філософський газ» (англ. «Philosophical Gas»)
- «Парерґонські папери» (англ. «Parergon Papers»)

### Есе
- «1968 і так далі» (англ. «1968 and All That»), Джон Бенсунд[13]